# Ета (слово)
Ета, грчки ἦτα (велико слово Η, мало слово η) је седмо слово грчког алфабета. У систему грчких цифара има вредност 8. Изведено је од феничанског Хетх („капија“). Слова која су настала су латиничко H и ћириличко И.

## Историја
У старогрчком језику ета се читала као дуго „е“. У модерном грчком ово слово се чита као „и“.

## Употреба

### Физика
У физици η се користи за означавање коефицијента корисног дејства.